# ベルン-レッチュベルク-シンプロン鉄道Re465形電気機関車

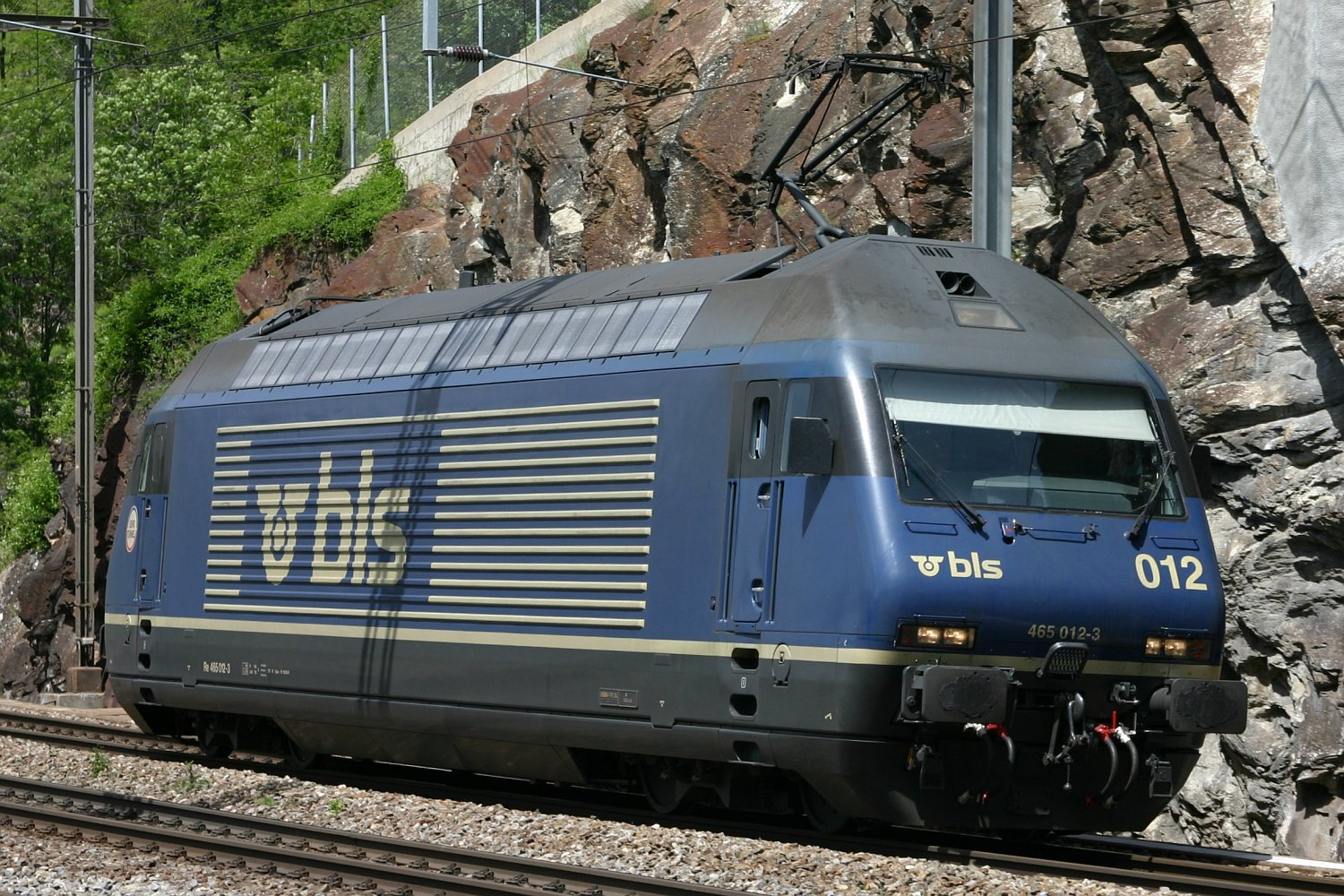
Re465 012号機、BLS新ロゴ

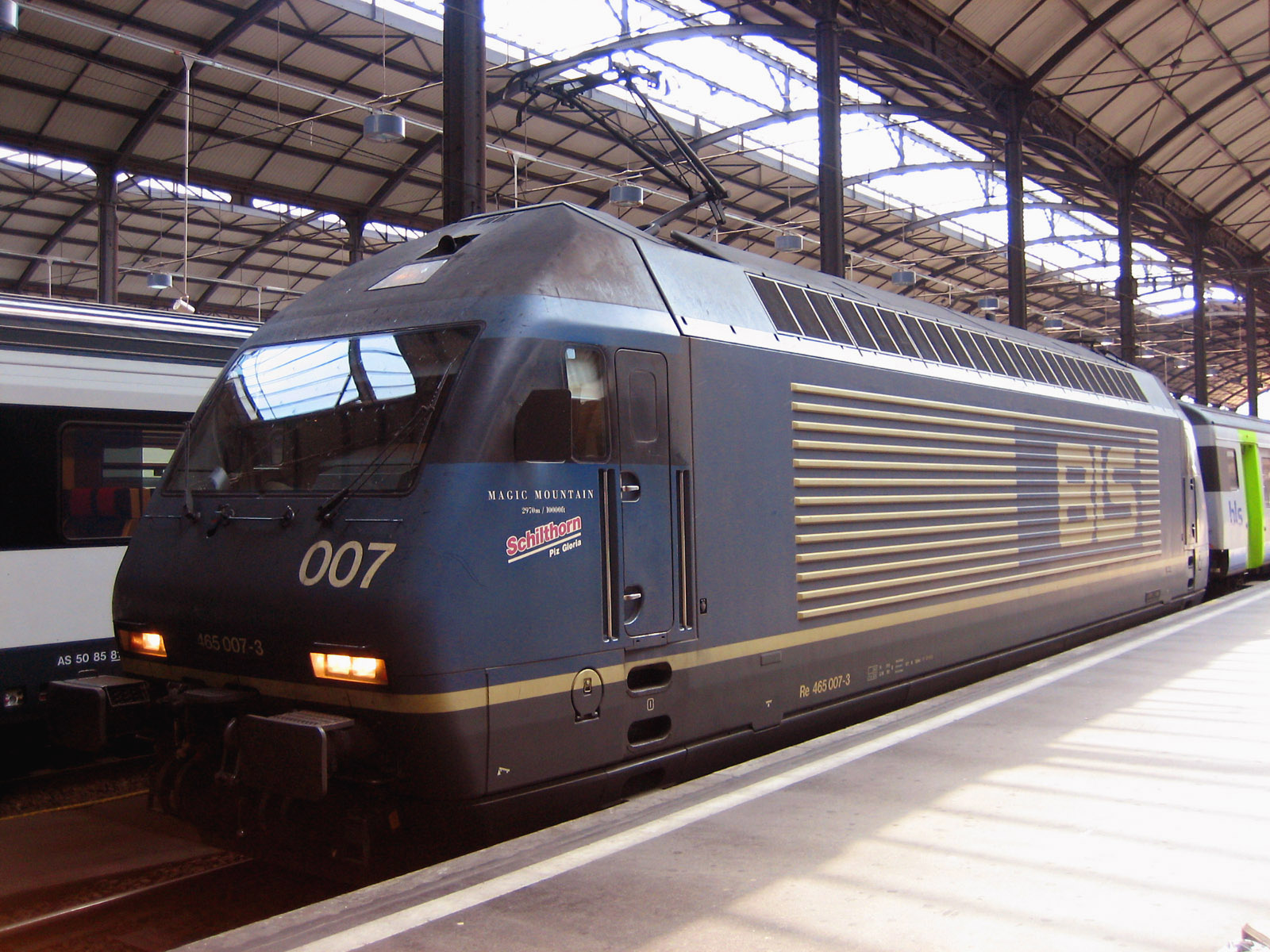
Re465 007号機

ベルン-レッチュベルク-シンプロン鉄道Re465形電気機関車(ベルン-レッチュベルク-シンプロンてつどうRe465がたでんきかんしゃ)は、スイスの大手の私鉄であったベルン-レッチュベルク-シンプロン鉄道が製造し、現在ではその後身であるBLS AGで使用されている電気機関車である。

## 概要
本機はアルプス越えルートの一つであるレッチュベルクルートを擁するベルン-レッチュベルク-シンプロン鉄道が、スイス連邦鉄道（スイス国鉄）のRe460形の改良型として、ピニンファリーナによるデザイン、自己操舵台車による高い曲線走行性能はそのままとし、VVVFインバータ制御を1C2Mから1C1Mに変更するとともによる出力を増強し、最大出力を6100kWから7000kWに、最大牽引力を300kNから320kNに、レッチュベルクルートの27パーミルでの650t列車の牽引速度を80km/hから100km/hとしたものである。まずBLSが8両（機番465 001-6から465 008-1まで）を、のちにスイス国鉄が10両（機番465 009-9から465 018-0まで）の計18両が発注され、1994年9月に初号機がロールアウトしている。なお、スイス国鉄所有機は全機BLSレッチュベルク鉄道にリースされており、2003年4月30日には全機が同鉄道に売却されている。製造は車体、機械部分、台車をSLM、電機部分、主電動機をABBが担当した。
なお、開発時の性能要件は以下の通り
- 27パーミルで650tを牽引可能
- 車軸配置Bo'Bo'、重量81t
- 動輪周上出力7.0MW、速度0-80km/hで牽引力300-320kN
- Re425形電気機関車と同等[6]以上の走行曲線で走行可能
- 制御装置は各軸個別制御式とする
- 最高速度230km/h
- レッチュベルクベーストンネル内の11パーミル区間で650tを牽引して160km/h走行可能
- 山岳区間において全長300mの列車を牽引して90-100km/hで走行可能
- BLSのRe425、Ae415、Ae485形およびスイス国鉄のRe420、Re430、Re440、Re460、Re620形と重連総括制御が可能

各機体の機番と機体名は以下の通り
| - 465 001-6 - Simplon / Sempione - 465 002-4 - Gornergrat - 465 003-2 - Jungfraujoch - 465 004-0 - Mittelallalin - 465 005-7 - Niesen - 465 006-5 - Lauchernalp - 465 007-3 - Schilthorn - 465 008-1 - Niederhorn - 465 009-9 - Napf | - 465 010-7 - Mont Vully - 465 011-5 - Wisenberg - 465 012-3 - Euro Tunnel - 465 013-1 - Stockhorn - 465 014-9 - Spalenberg - 465 015-6 - Vue - des - Alpes - 465 016-4 - Centovalli - 465 017-2 - Schrattenflue - 465 018-0 - Brienz Rothorn Bahn |

## 仕様

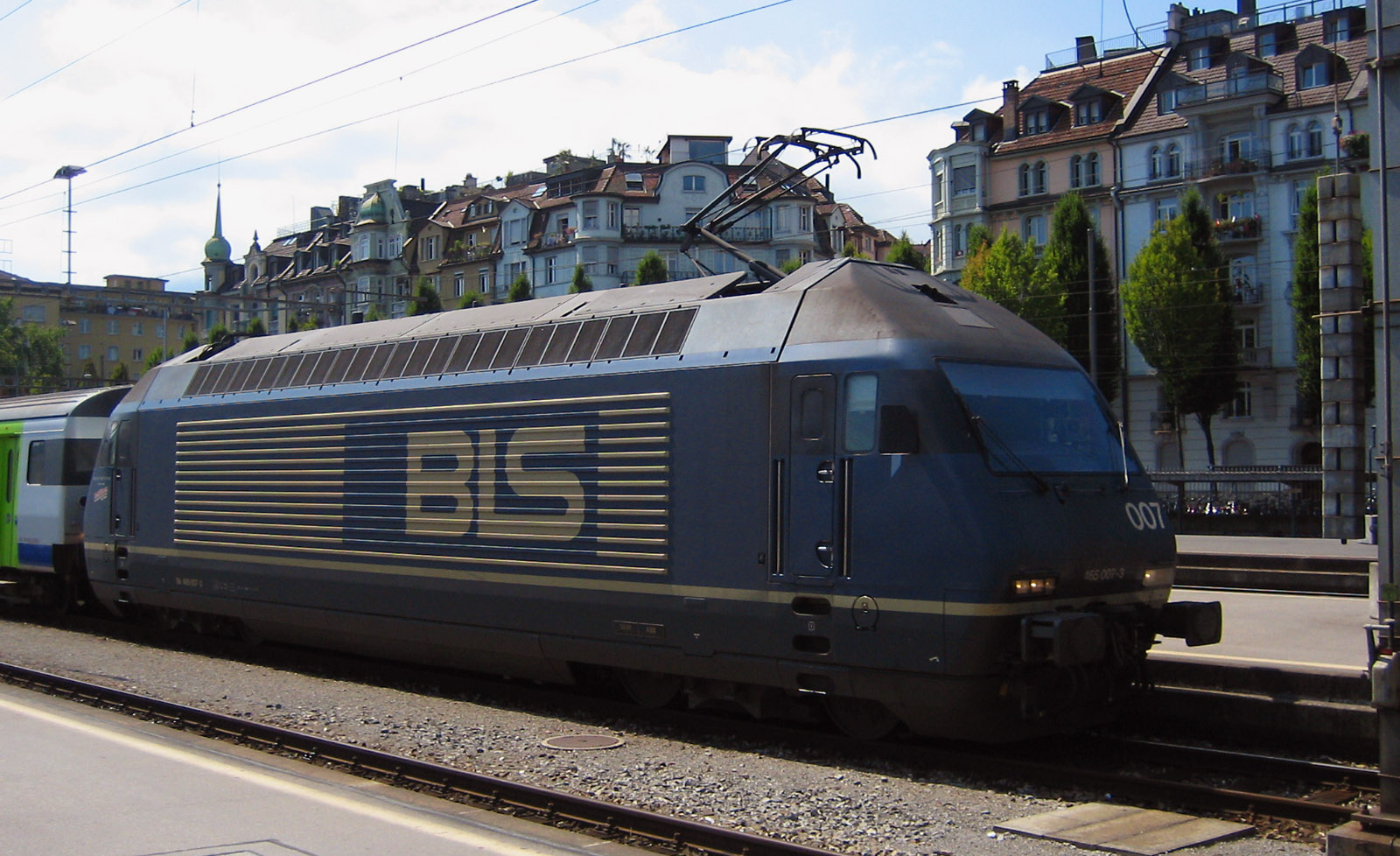
Re465 007号機

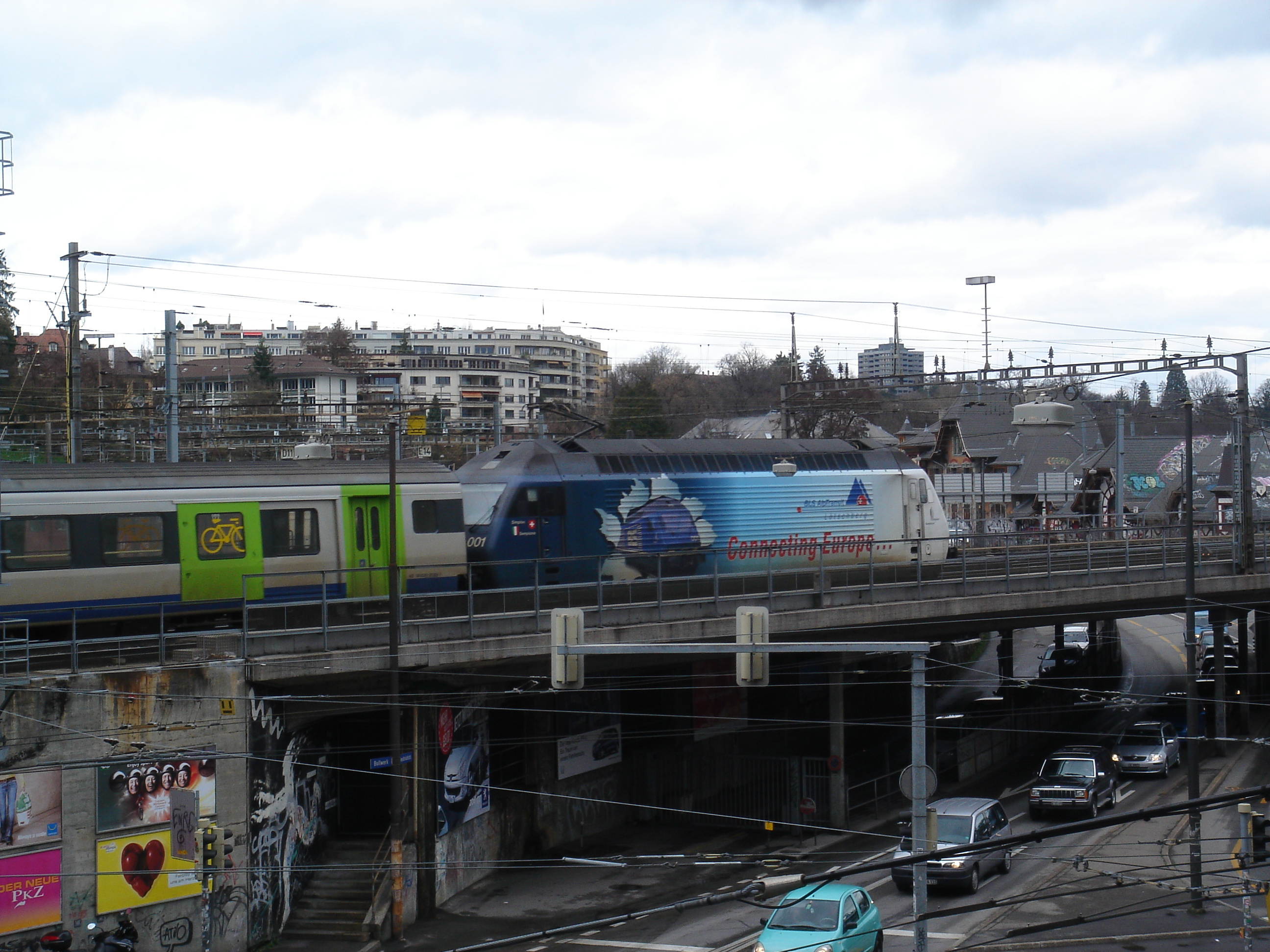
Re465 001、広告塗装機

### 車体

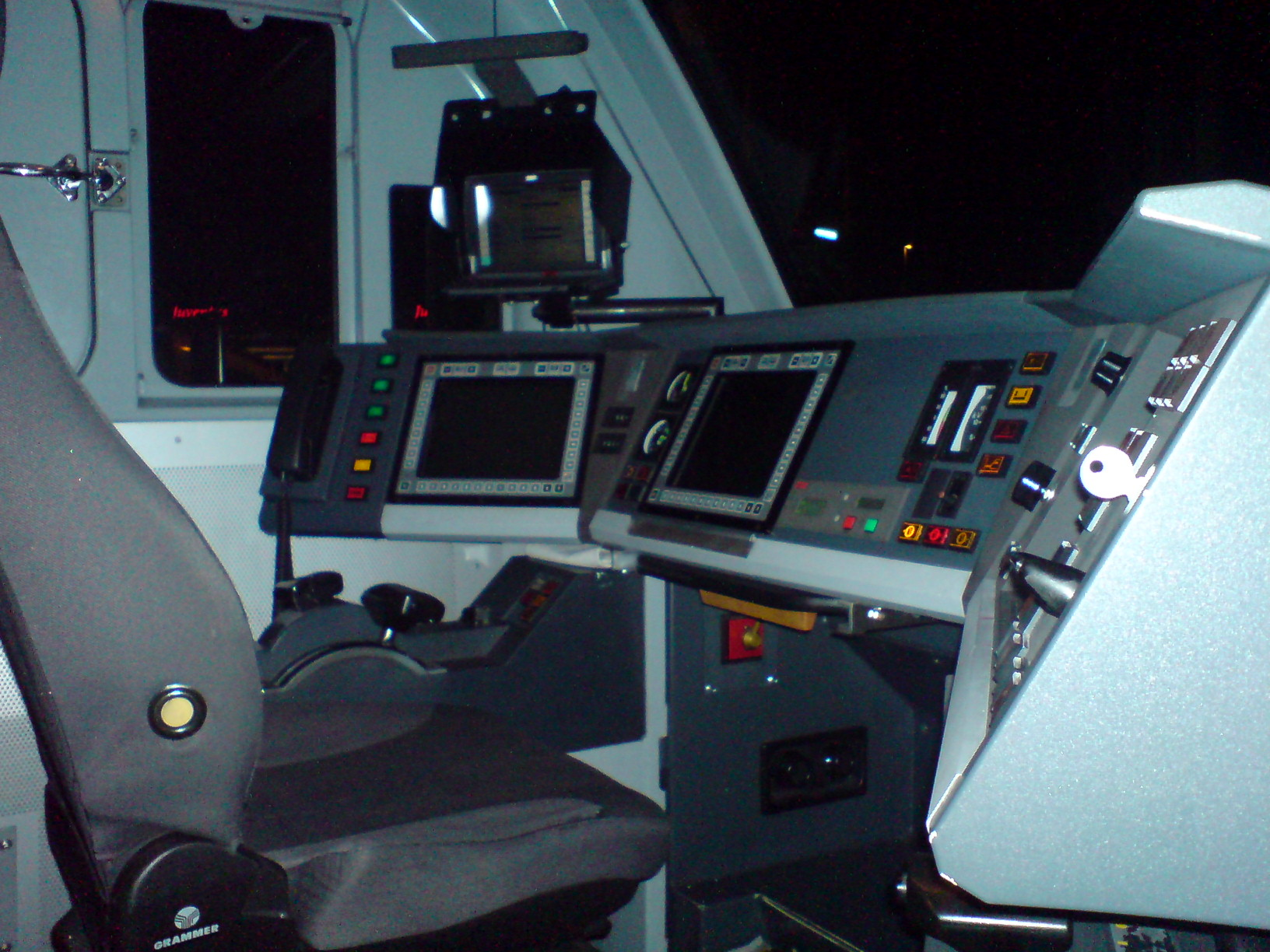
Re465形とほぼ同一のIC2000の制御客車の運転席、メーター類の配置のみ一分異なる

- 基本的にはRe460と同一で、車体は鋼材およびFRPやポリエステル等を積層した複合材料を使用して構成されており、正面は曲線を基調とした流線型で、列車先頭時の空気抵抗とともに客車との連結面の整流にも考慮した形状としている。屋根は機器冷却気吸入口の並ぶ肩部とその上部で2段階に絞られる形状で、高速走行時の空気の整流を考慮して集電装置も折りたたみ時には屋根の中に収納される構造である。
- 車端耐荷重1500kNの台枠は鋼材を箱型に組んで構成されており、台車もその中にはまり込む形で装備されるが、さらに台枠下部には整流のための複合材料製のスカートが全長にわたって取付けられているほか、運転室正面および側面、屋根前頭部および屋根上機器カバー、台枠前部カバーなども複合材料製である。車体側面はコルゲーション付鋼板であるが空気抵抗を考慮してコルゲーションは丸みを帯びたものとなっている。
- 車体デザインはイタリアのピニンファリーナでなされたものである。
- 正面は非貫通で大型の曲面1枚ガラス窓が付き、上部中央と下部左右の3箇所に角型の前照灯・尾灯のユニットが埋め込まれている。連結器はねじ式連結器で耐荷重1000kNの緩衝器（バッファ）が左右、フック・リングが中央にある。
- 屋根肩部には空気取入口のルーバーが並んでいるが、この部分を含め屋根はほぼ全長にわたり取外しが可能な構造で、機器の交換等ができるようになっている。また、機器室は中央通路式で、ほぼ点対象に2台の台車毎の電気機器が設置されている。
- 運転室は高速走行に備えて与圧されており、運転時は乗務員席横の肘掛位置に設けられたサイドスティック式のマスターコントローラーにより操作を行う。運転室横の窓は下落とし式で、その前部には電動式のバックミラーが埋込式に設置されている。また、計器類には一部液晶ディスプレイが採用されていたが、後にETCS[7]およびGSM-R[8]からなるERTMS[9]に対応した統合表示装置が設置されてほぼ全面的に液晶ディスプレイ化されている。
- 塗装
  - 車体塗装は青をベースに車体裾部が黒に近いダークグレーとその境界部に白帯、正面窓横から側面の乗務員室扉にかけての窓部分が黒、側面には波板にあわせてデザインされた白帯とBLSのロゴが入り、正面窓右下には機番が入る。なお、屋根はダークグレー、床下機器と台車は黒に近いダークグレーである。また、多くの機体に固有名がつけられている。
  - BLS AGとなった際に車体側面に新しいBLS AGのマークとロゴに変更されている。
  - 全面および部分広告機として多くの機体に広告塗装がなされている。

### 走行機器
- 主電動機はRe460形のTyp 6 FHA 7065から強化された連続定格出力1600kW、最大出力1800kWのABB製Typ 6 FHA 7067かご形三相誘導電動機 を4台搭載し、定格牽引力242kN、最大牽引力320kNの性能を発揮する。冷却はファンによる強制通風式で、冷却風は屋根肩部の吸気口から吸入する。
- 台車はRe460形と同一の軸距2800mm、車輪径1100mmのボルスタレス式操舵台車として、曲線区間での高速走行に対応し、R300mの曲線で104km/hでの走行を可能としている。
- 軸箱支持方式は片持式、牽引力伝達は1本リンク式で、枕バネ、軸バネともにコイルバネとし、いずれもオイルダンパを併設している。また、主電動機枠部と車体をリンクで接続して仮想の台車中心を設定しているほか、駆動装置と車体間にも横ダンパを設置している。
- 片持式の軸箱支持装置の支点が前後方向にスライドすることで車軸を最大4°まで変位させることができ、また、それぞれの軸箱支持装置の支点をリンクにより結合することで車軸の左右の軸箱の変位量および台車の前後の車軸の変位角を均等なものとしている。
- 主電動機は台車枠に装荷されて積層ゴム式の駆動装置で動輪に伝達される方式となっている。これはABB製のスプリングドライブの金属バネ部分を積層ゴムとしたもので、クイル式に似た可撓機構を大歯車と動軸と同心の中空軸間および中空軸と動軸間に設けることで動軸の変位に対応している。駆動装置は2段減速式で、減速比は1:3.6667である。
- 空気ブレーキ装置はFVS 720ブレーキ弁装置とFVA 150ブレーキ継電器装置をFBA 900-001ブレーキ制御装置で制御するほか、60km/hまで使用可能な入換用ブレーキとしてFVS 730ブレーキ弁装置を搭載する。また、基礎ブレーキ装置として、焼結合金製の制輪子を使用するユニットブレーキ方式の踏面ブレーキを片押し式に装備するほか、台車中央のレール上部に渦電流式レールブレーキを装備する。

### 電気機器
- 制御方式は主変換装置にGTOサイリスタを使用したコンバータ・インバータ式で、インバータ部はRe460形の3レベルから2レベルに変更され、コンバータ部も変更されている。1台の主変換装置で1台の主電動機を制御する方式で、装置は台車毎に一体化された2台のユニットとして車体内に設置され、主変圧器本体は床下に搭載される。いずれも冷却方式は油冷式で冷却用のオイルポンプとオイルクーラーを装備しており、冷却風は屋根上中央部の吸気口から吸入する。
- 主変圧器はアルミ筐体で定格容量5213kVAのTyp LOT5215で出力は主変換装置用の1321V/500A×6のほか、列車電源用の1000V/1000A、補助電源装置用810V/285A、低圧電源用220V/74Aとなっている。また、主変換装置は耐圧2.8kVのGTOサイリスタを使用した変換ユニットをコンバータ部、インバータ部それぞれに6台ずつ使用し、これを2組搭載している。
- ブレーキ装置は主変換装置による回生ブレーキのほか、空気ブレーキ、渦電流式レールブレーキを装備する。
- 車両制御システムは、スイス国鉄のRe450形のMICAS-Sから発展したABB製のMICAS-S2を搭載しており、このシステムはRe460形のものとほぼ同一で、制御システム、モニタシステム、列車内データ伝送システム、光ファイバーを使用した機関車内データ伝送システムから構成され、車両内の各機器を統合しているほか、データ変換装置を設けたことにより、スイス国鉄のRe420、Re430、Re620、RBe540、RBDe560形やベルン-レッチュベルク-シンプロン鉄道のRe425、Ae415、Ae485形などの従来機[10]との重連総括制御が可能となり、Re460形に比べ前頭部の電気連結器が増設されている。
- そのほか、パンタグラフはシングルアーム式で定格電流600AのTyp WBL 85-SBBを2台搭載するほか、主開閉器は定格電流800A、最大遮断電流25kAのTyp BVAC 15.08.25真空遮断器、補助電源装置はインバータ・コンバータ式で三相380V50Hz出力のものを4台装備し、2台がそれぞれ主電動機送風機2台とオイルクーラー1台ずつを駆動、1台が電動空気圧縮機を駆動、1台がオイルポンプ4台の駆動と蓄電池充電用となっている。
- 空気圧縮機は容量3800l/minのTyp MSR 63 DT、主電動機送風機とオイルクーラーは送風量を3段階に制御できるもの、オイルポンプは主変圧器用が容量1000l/min、主変換装置用が容量900l/minである。

### 主要諸元
- 軌間：1435mm
- 電気方式：AC15kV 16.7Hz 架空線式
- 最大寸法：全長18500mm、全幅3000mm、全高4310mm（パンタグラフ折畳時）
- 軸配置：Bo'Bo'
- 軸距：2800mm
- 台車中心間距離：11000mm
- 自重：82t
- 走行装置
  - 主制御装置：GTOサイリスタ使用のVVVFインバータ制御
  - 主電動機：Type 6 FHA 7067かご形三相誘導電動機×4台（連続定格：出力1600kW、電流514A[11]、最大出力：1800kW、電流770A、回転数1700rpm[12]）
  - 減速比：2.6667
- 牽引力
  - 牽引力：242kN（連続定格出力、93km/h）、320kN（最大出力、79km/h）いずれも力行・ブレーキとも
  - 牽引トン数：2000t（平坦線）、1055t（16パーミル）、650t（27パーミル、100km/h）
- 最高速度：230km/h（設計最高速度）、200km/h（運転最高速度）
- ブレーキ装置：回生ブレーキ、空気ブレーキ、渦電流式レールブレーキ

## 運行

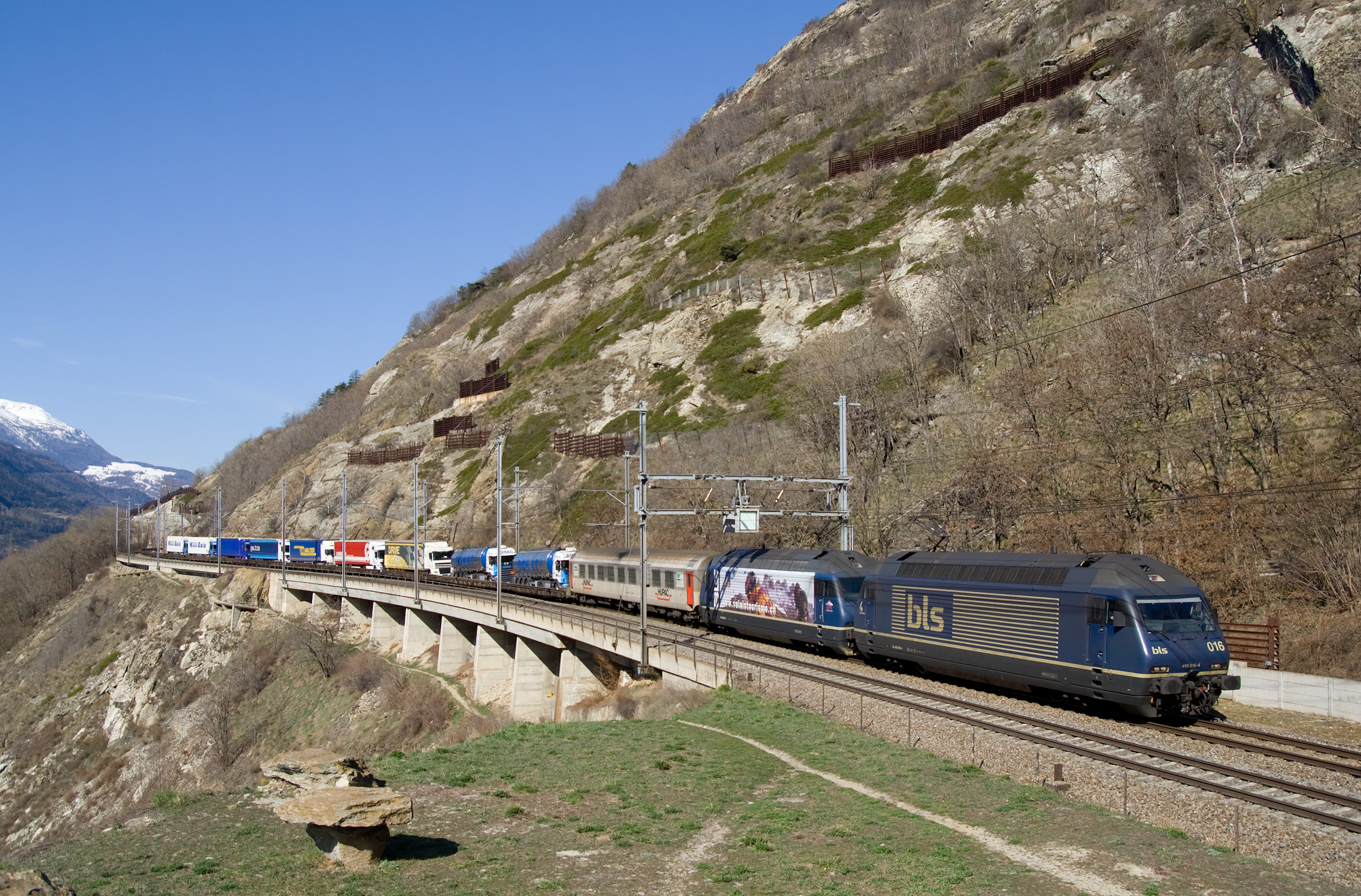
Re465形が重連で貨物列車を牽引

- BLS AGの主要路線であり、レッチュベルクトンネルやレッチュベルクベーストンネルを擁するレッチュベルクルートは、これにつながりイタリアに抜けるシンプロンルートとともに、ゴッタルドルートと並ぶスイスアルプス越えの主要路線となっている。レッチュベルクトンネルを経由する従来線はトゥーン-ブリーク間の全長84km、最急勾配27パーミルの路線で、全長14.612kmのレッチュベルクトンネルで標高1240mを超えるルートであり、全長34.6kmのレッチュベルクベーストンネルを経由する新線は2007年12月9日から本格使用が開始された新しいルートで、標高は最高828m、最急勾配はトンネル内で13パーミル、ルート全体でも15パーミルに低減されている。
- BLS線内などで旅客・貨物両用に使用され、貨物列車では重連運転もされているほか、他機種との重連運転もされている。
- 現在では全機がBLS AGの所属となっているが、区間列車はRBDe565形、RABe525形およびRABe535形電車による運行、EW IV形客車やIC2000形客車によるインターシティ列車はスイス国鉄のRe460形の牽引、ベルン-ミラノ間の国際列車はチザルピーノ[13]による運行が主であり、本機はむしろBLSカーゴ[14]による貨物列車に多用されており、スイス国鉄にも乗り入れてバーゼルやドモドッソラまで運用されている。
- Re425形の重連総括制御機能がSystem IIIdに対応していないため、スイス国鉄から2004年に購入したEW III客車によるシャトルトレインは同時にスイス国鉄から購入したRe420.5形[15]とともに本機が牽引している。
- ETCS level2を装備しており、レッチュベルクベーストンネルルートでの貨物列車の牽引にも使用されている。なお、レッチュベルクベーストンネルルートでも貨物列車の最高速度は100km/hとされている。

## 同形機
スイス国鉄に本機のベースとなったRe460形が118両使用されているほか、現在ヨーロッパで広く行われている機関車の国際的な標準化のはしりとして、スイス以外の3カ国でRe460形の同型機が導入された。詳細はRe460形の同形機の項を参照。
- ノルウェー国鉄では正面下部に大型のスノープラウをつけてEl18形として22両が導入された。
- フィンランド国鉄ではSr2形として22両が導入された。
- 香港の九広鉄路では連結器を自動連結器として2両が導入された。なお、編成を組むステンレス製2階建て客車は日本製である。